# Otvice

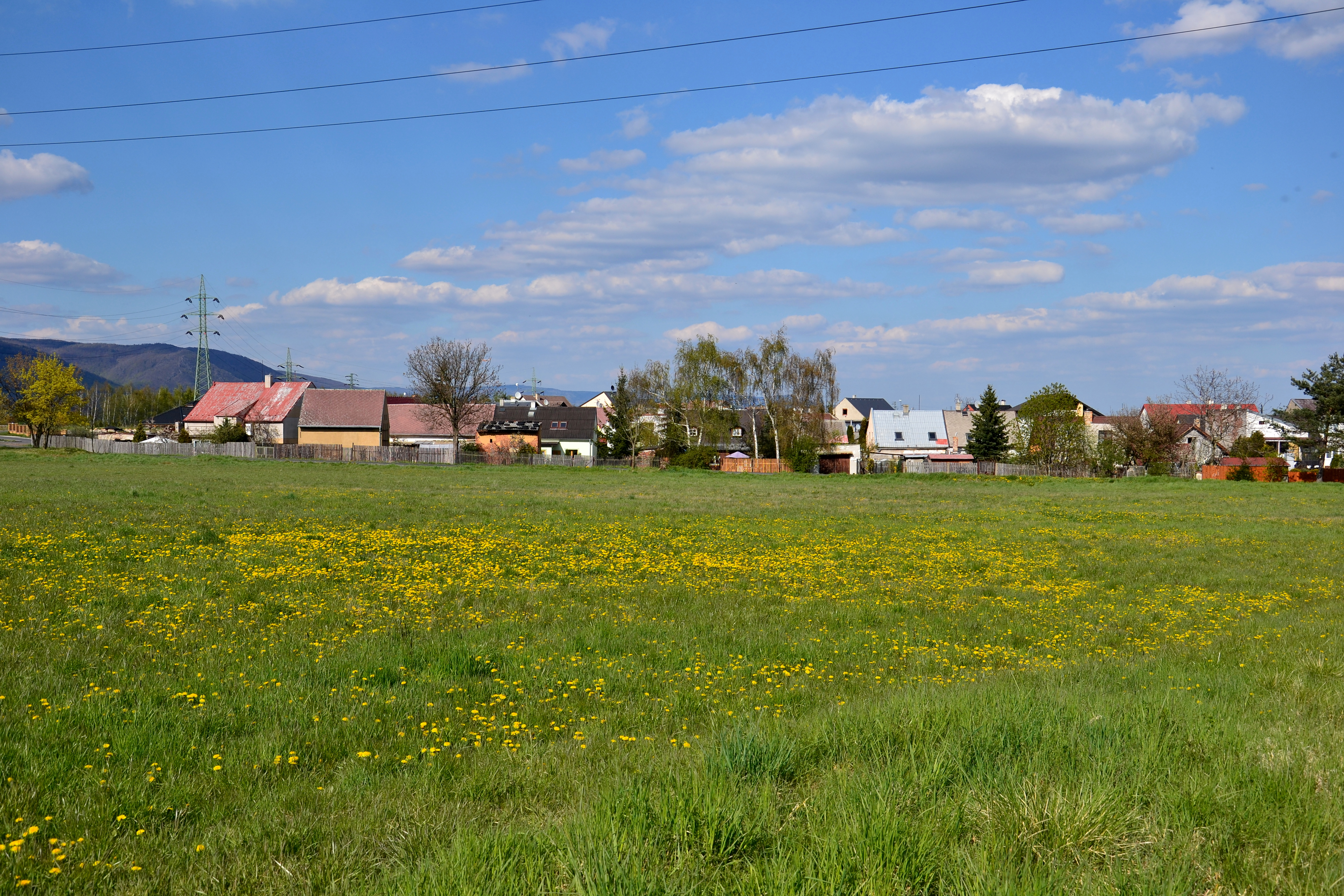
Otvice (2016)

Otvice (deutsch Udwitz) ist eine Gemeinde in Tschechien. Sie liegt drei Kilometer nordöstlich des Stadtzentrums von Chomutov und gehört zum Okres Chomutov.

## Geographie
Otvice befindet sich am südlichen Fuße des Erzgebirges am Bach Hutní potok im Nordböhmischen Becken. Nördlich des Dorfes entspringt der Otvický potok. Gegen Nordosten liegen die Stauseen Zaječice und Újezd, im Süden die abgesoffenen Restlöcher der Zeche důl Jana Žižky, südwestlich ein Teichgebiet, in dem am Hutní potok der Malý otvický rybník (Haberlteich), Prostřední otvický rybník (Mittlerer Teich) und Stausee Otvice sowie der abflusslose Kamencové jezero (Alaunsee) liegen. Ebenfalls südwestlich befindet sich der Zoopark Chomutov. Im Süden erheben sich der Pesvický vrch (Pößwitzer Berg, 357 m) und der Michanický vrch (Michanitzer Berg, 367vm). Nördlich von Otvice verlaufen die Fernverkehrsstraße I/13 zwischen Most und Chomutov sowie die Bahnstrecke Ústí nad Labem–Chomutov, an der sich bei Otvice die Bahnstation Jirkov zastávka befindet.
Nachbarorte sind Jirkov im Norden, Zaječice im Nordosten, Okořín im Osten, Pesvice im Südosten, Údlice im Süden sowie Chomutov im Südwesten.
Die umliegenden Orte Újezd und Kyjice im Nordosten fielen seit den 1970er Jahren dem Bau von Wasserspeichern und das südlich gelegene Michanice dem Braunkohlenbergbau zum Opfer.

## Geschichte
Einige Quellen sehen die erste Erwähnung des Ortes in Berichten über den Feldzug König Heinrichs II. gegen Bolesław I. im Jahre 1004. Auch eine weitere Erwähnung im Jahre 1150 ist nicht belegbar. Der erste gesicherte Nachweis über die Existenz des Dorfes ist eine Bestätigungsurkunde über die Übergabe des Ortes durch die Brüder Friedrich und Dietrich von Schönburg an die Kommende des Deutschritterordens in Komotau aus dem Jahre 1295. Im Jahre 1368 errichtete der Orden in Otvice eine kleine Holzkirche, die von der Pfarre in Pirken betreut wurde. Nach längeren Streitigkeiten mit der Böhmischen Krone nutzte Wenzel IV. 1410 nach der Schlacht bei Tannenberg die Schwäche des Ordens und konfiszierte dessen Besitz. 1411 verwies Wenzel den Orden des Landes. Im März 1421 wurde Otvice von den Hussiten auf ihrem Blutzug gegen Komotau heimgesucht, und im Jahr darauf von den Kaiserlichen, die von Eger über Kaaden nach Brüx zogen und das Land verwüsteten. Durch die Böhmische Kammer wurde die Herrschaft Komotau verpfändet, seit den 1470er Jahren waren die Herren von Weitmühl Besitzer von Otvice. Im Zuge des Verkaufs der Herrschaft an Erzherzog Ferdinand II. wurde 1560 ein Urbar erstellt, in dem für Otvice 30 Anwesen verzeichnet sind.
1571 verkaufte Ferdinand II. die Herrschaft an Bohuslav Felix von Lobkowitz und Hassenstein. Dieser kaufte 1579 noch die Herrschaft Rothenhaus mit der Stadt Jirkov hinzu und vereinigte beide Herrschaften. 1583 erbte sein Sohn Bohuslav Joachim die Herrschaft Komotau. Dieser tauschte 1588 die Herrschaft mit Georg Popel von Lobkowicz gegen Jungbunzlau und Kosmanos ein. Der fanatische Katholik Georg Popel begann mit der Rekatholisierung seiner Untertanen und holte zu deren Durchführung 1589 die Jesuiten nach Komotau. Nachdem Georg Popel 1593 auf dem Landtag Kaiser Rudolf II. des Wortbruches bezichtigt hatte, fiel er in Ungnade und seine Güter wurden im Jahre darauf konfisziert. 1605 teilte die Böhmische Kammer die große Herrschaft in vier Teile und verkaufte sie. Den Anteil, zu dem neben Rothenhaus, der Stadt Görkau und dem Schloss Platten außer Otvice noch 23 weitere Dörfer gehörten, kaufte Adam Herzan von Harras. 1619 erbte dessen Sohn Jan († 1631) die Herrschaft Rothenhaus. Während des Dreißigjährigen Krieges wurde das Dorf von verschiedenen Truppen heimgesucht und geplündert. Nachdem 1639 die Schweden die Gegend besetzt hatten, verschenkte Königin Christina in Siegeszuversicht die Herrschaft an den Generalmajor der Kavallerie Axel Lillie von Leffstadt. 1646 übernahm der rechtmäßige Erbe Jan Adam Herzan von Harras die Herrschaft. Er wurde 1660 in den Reichsgrafenstand erhoben. In der berní rula von 1654 sind für Otvice 10 Bauern, acht Häusler und drei Beisassen ausgewiesen, eine Bauernwirtschaft und elf Chaluppen lagen wüst. Die Töpfer von Komotau und Oberdorf förderten zu dieser Zeit ihren Ton bei Otvice. 1654 wurde ein Entwässerungsstollen vom Komotauer Alaunbergwerk nach Zaječice vorgetrieben. Während des Dreißigjährigen Krieges erlosch die Pfarre in Pirken und Otvice wurde ab 1645 nach Jirkov umgepfarrt. An Stelle der im Krieg zerstörten alten Kirche entstand 1655 die Kirche der hl. Barbara. 1681 erbte Ferdinand Maximilian Herzan den Besitz, den er 1696 seinem Bruder Ernst Karl († 1697) überließ. Nachfolgender Besitzer war Sigismund Wilhelm Herzan, ein weiterer Bruder des Verstorbenen. 1707 erwarb Johann Adam I. Andreas von Liechtenstein die Herrschaft. Er beauftragte seinen Verwalter Tempis mit der Aufsuchung weiterer Alaunschieferlager. Die Aufnahme des Alaunbergwerkes Christoph im Jahre 1712 führte zu einem Streit mit der Komotauer Alaungewerkschaft, der von den Herren von Weitmühl das Privileg zum Alaunbergbau in Komotau, Oberdorf und Udwitz verliehen war. 1720 bestand außer der gewerkschaftlichen Alaunhütte zwischen Komotau und Görkau eine weitere bei Udwitz. Nachdem der herrschaftliche Verwalter Tempis bei einem nächtlichen Heimritt vom Komotauer Kretscham nach Görkau in einem Sumpf geraten war und darin fast versunken wäre, ließ er zum Dank an seine Rettung eine Kapelle errichten. 1760 richteten die Jesuiten in Udwitz eine Schule ein. Weitere Besitzer der Herrschaft waren Heinrich Josef von Auersperg und 1766 dessen Sohn Johann Adam. 1771 kaufte Johann Alexander von Rottenhan die Herrschaft. Er übergab sie 1777 seinem Sohn Heinrich Franz. Nach dem Jesuitenverbot von 1773 wurde die Schule vom Studienfonds getragen. 1790 stürzte bei Udlitz ein französischer Ballonflieger, der in Komotau eine Vorstellung gegeben hatte ab und löste unter den Einwohnern eine Panik aus. Diese bewaffneten sich mit Mistgabeln und zerfetzten den vermeintlichen Drachen. Zum Ende des 18. Jahrhunderts setzte in geringem Umfang der Bergbau auf Braunkohle ein. Mit Unterstützung der Herrschaft Rothenhaus wurde 1801 ein neues Schulhaus errichtet. 1809 erbte Marie Gabrielle von Rottenhan, die Ehefrau Georg Franz August von Buquoys den väterlichen Besitz. Georg von Buquoy ließ die Braunkohlenzeche Georg-Schacht abteufen. Im Mai 1813 kam auf dem Georg-Schacht die erste Dampfmaschine im Nordböhmischen Braunkohlenrevier zum Einsatz. Die von Georg von Buquoy selbst entworfene und aus dem Blechkessel und einer Holzkonstruktion bestehende Maschine diente der Wasserhebung aus einer Teufe von zehn Freiberger Lachtern. 1846 bestand Udwitz aus 51 Häusern und hatte 342 Einwohner. Die Bewohner des Dorfes lebten vornehmlich von der Landwirtschaft, insbesondere dem Anbau von Braugerste. In Udvice bestand ein herrschaftlicher Meierhof.
Nach der Aufhebung der Patrimonialherrschaften bildete Udwitz / Pesvice ab 1850 eine politische Gemeinde im Bezirk Komotau und Gerichtsbezirk Görkau. In der nachfolgenden Zeit gewann der Kohlenbergbau größere Bedeutung. Am Weg nach Zaječice bestanden zwei Ziegeleien. Ein Teil der Einwohner ging in Lohnarbeit in die Fabriken von Komotau und Görkau. Nördlich des Dorfes nahm 1870 die zweigleisige Bahnstrecke Komotau-Brüx-Aussig den Betrieb auf. 1880 wurde der Bahnhof Udwitz-Görkau eingeweiht.
1878 pachtete der Baron Coudenhove den Großgrundbesitz. Auf dem Dorfplatz wurde 1880 zur hundertjährigen Wiederkehr der Aufhebung der Leibeigenschaft ein Kreuz aufgestellt. Wegen starker Baufälligkeit wurde 1897 die St.-Barbara-Kirche abgebrochen und 1902 der Grundstein für eine neue Kirche gelegt. Zu Beginn des 20. Jahrhunderts wurden in der Gemeinde zahlreiche neue Häuser errichtet. Nach dem Zerfall der k.u.k. Monarchie gehörte Udwitz ab November 1918 zur Provinz Deutschböhmen. Der Ort wurde kurz danach von der tschechoslowakischen Armee besetzt und 1919 der Tschechoslowakei zugesprochen. 1921 hatte sich die Anzahl der Häuser in dem Dorf im Vergleich zu 1890 verdoppelt. 1930 hatte die Gemeinde 1405 Einwohner, davon waren 1325 Deutsche. Im Jahre 1937 übernahm Rudolf zu Hohenlohe-Langenburg die Bewirtschaftung des ererbten Besitzes in eigene Hände. Die Bevölkerung bestand überwiegend aus Deutschen, im Ort lebte eine tschechische Minderheit. Nach dem Münchner Abkommen wurde die Gemeinde 1938 dem Deutschen Reich zugeschlagen und gehörte bis 1945 zum Landkreis Komotau. 1939 lebten in Udwitz 1342 Menschen. Nach dem Zweiten Weltkrieg kam der Ort zur Tschechoslowakei zurück. Am 7. August 1945 wurden die ersten 67 deutschen Familien über Křimov nach Sachsen vertrieben. Am 26. Oktober 1946 war die Vertreibung abgeschlossen. 1961 wurde Pesvice eingemeindet. Seit den 1970er Jahren war das Dorf wegen Braunkohlenabbaus vom Abriss bedroht. Die Tempis-Kapelle wurde 1976 beim Bau der neuen Verbindungsstraße von Chomutov nach Jirkov abgerissen. Im Jahre 1981 kam Všestudy als Ortsteil hinzu. 1984 wurde die Bahnstrecke Ústí nad Labem–Chomutov nördlich des Dorfes neu trassiert. Der alte Bahnhof wurde aufgehoben und an der neuen Trasse entstand auf Otvicer Flur die Haltestelle Jirkov. 1990 lösten sich Pesvice und Všestudy wieder los und bildeten eigene Gemeinden. Im Jahre 2009 wurde der alte Bahnhof abgerissen.

## Persönlichkeiten
- Josef Reyzl (1874–1938), österreichisch-tschechoslowakischer Politiker

## Gemeindegliederung
Für die Gemeinde Otvice sind keine Ortsteile ausgewiesen.

## Sehenswürdigkeiten
- Kirche der hl. Barbara, erbaut 1902
- Wasserturm
- Steinkreuze